# Franck Bonnet
 (décembre 2018).
Pour les articles homonymes, voir Bonnet.
Franck Bonnet, né à Troyes le 16 août 1964, est un auteur de bande dessinée français.

## Biographie
Originaire de la ville de Troyes, Franck Bonnet y dessine dans quelques fanzines et obtient en 1991 le prix du meilleur dessinateur amateur du festival international de la BD de Grenoble. Il entame ensuite des études de dessin en génie civil et intègre un cabinet d’architecture, tout en présentant régulièrement des planches aux Éditions Dargaud.
C'est à cette occasion qu'il rencontre Didier van Cauwelaert, qui le fait travailler sur son film Les Amies de ma femme, avant de lui proposer de dessiner Vanity Benz, dont le premier tome parait en 1995. C'est le début d'une longue bibliographie qui navigue de style en style, explorant aussi bien la BD historique que l’heroic fantasy, en passant par le polar.
Formé aux côtés de Jean-Yves Mitton et revendiquant un grand attachement aux aplats de noirs, Franck Bonnet reste avant tout motivé par l'idée de « raconter des histoires ».
À partir de 2009, il dessine une série sur la mer et les vaisseaux du début du XIXe siècle, Les Pirates de Barataria, avec Marc Bourgne à l'écriture. L'histoire suit les aventures des pirates français Jean et Pierre Laffite.
En 2020, il crée un récit en trois tomes portant sur la frégate USS Constitution, cette série très documentée s'apparente à une BD de marine comme il existe des romans de marine (du type des aventures de Jack Aubrey). L'aventure embarque le lecteur au côté de Pierre-Mary Corbière, jeune aspirant sur la Constitution avec l'escadre du commodore Edward Preble envoyée en Méditerranée durant la première guerre barbaresque entre 1801 et 1806.
En 2024 sort le premier tome d'un diptyque sur la vie en piraterie de Anne Bonny, l'œuvre se destine à raconter la piraterie du début du XVIIIe siècle de façon très réaliste. L'auteur dépeint le mode de vie et l'architecture navale des navires utilisés par les pirates de cette époque. Une des premières bande dessinée sur le sujet qui diffère des adaptations de la vie de la pirate souvent destinée à un jeune public.

## Publications
- Vanity Benz, scénario de Didier Van Cauwelaert, Dargaud :

1. Cuba Cola, 1995 ;
2. L'Enfant qui dirigeait la terre, 1995 ;
3. Le Sommet de Venise, 1996 ;
4. Little Big Bang, 1997[4].

- Attila mon amour, scénario de Jean-Yves Mitton, Glénat, coll. « Vécu » :

1. Lupa la louve, 1998 ;
2. Les Portes de l'Enfer, 1999 ;
3. Le Maître du Danube, 2000 ;
4. Le Fléau de Dieu, 2001 ;
5. Terres brûlées, 2002 ;
6. Voir Rome... et mourir, 2003.

- Une folie très ordinaire, scénario de Christian Godard, dessin avec Alain Mounier, Glénat, coll. « Bulle noire » :

1. Lewis Anderson, dessin avec Christian Rossi, 2002 ;
2. Ewane Nagowitch, dessin avec Emmanuel Moynot et Philippe Jarbinet, 2002 ;
3. Frazer Harding, dessin avec Philippe Jarbinet, 2003 ;
4. Elmer Tanner, dessin avec Philippe Jarbinet et Claude Plumail, 2004.

- Vell'a, scénario avec Marc Bourgne, couleurs de Patricia Faucon, Glénat, coll. « Grafica » :

1. La Marque, 2004 ;
2. Le Premier Croyant, 2005 ;
3. An'ra'se, 2006.

- T.N.O., scénario de Jean-Claude Bartoll, Glénat, coll. « Investigations » :

1. Le Triangle de la Soif, 2006 ;
2. Ebola, 2007 ;
3. Bois de guerre, 2008.

- Les Pirates de Barataria, scénario de Marc Bourgne, Glénat, coll. « Grafica » :

1. Nouvelle-Orléans, 2009 ;
2. Carthagène, 2010 ;
3. Grande-Isle, 2010 ;
4. Océan, 2011 ;
5. Le Caire, 2012 ;
6. Siwa, 2013 ;
7. Aghurmi, 2014 ;
8. Gaspésie, 2015 ;
9. Chalmette, 2016 ;
10. Galveston, 2017;
11. Sainte-Hélène, 2018;
12. Yucatan, 2018. Dernier opus de la série

- USS Constitution, scénario et dessin, Glénat- Prix "mémoires de mer 2023" à Rochefort pour la série des 3 tomes

1. La justice à terre est souvent pire qu'en mer, janvier 2020[5]
2. Il y a deux justices en mer, celle des gradés et celle des sans-grades, janvier 2021
3. À terre comme en mer, justice sera faite, avril 2022

- Intégrale N&B grand format USS Constitution, novembre 2022
- Ann Bonny, La Louve des Caraîbes, livre 1, Glénat -Avril 2024
- Artbook "les aventuriers de la mer" aux éditions i, juin 2025